# 박현실
'박현실은 대한민국의 기상캐스터,아나운서이다.
울산mbc를거쳐 지금은 ytn에서 날씨정보와 sbs골프위클리와 카카오쇼핑라이브를 진행하고 있으며 배우 박성훈과는 4촌간이다.

## 경력
- 울산 MBC
- 2017 YTN 기상캐스터
- 2021~ sbs골프<골프위클리>
- 2021~ kakao 쇼핑라이브

## 출연

### 방송
- 2017~2018 YTN 대한민국 아침뉴스
- 2018~ YTN 굿모닝 와이티엔
- 2018~ YTN 더 뉴스
- 2021~ sbs골프 <골프위클리>
- 2021~ kakao쇼핑 라이브

CF출연)
ㆍ전자랜드
ㆍ샤인웰
ㆍ공익광고 등